# 운서주굉

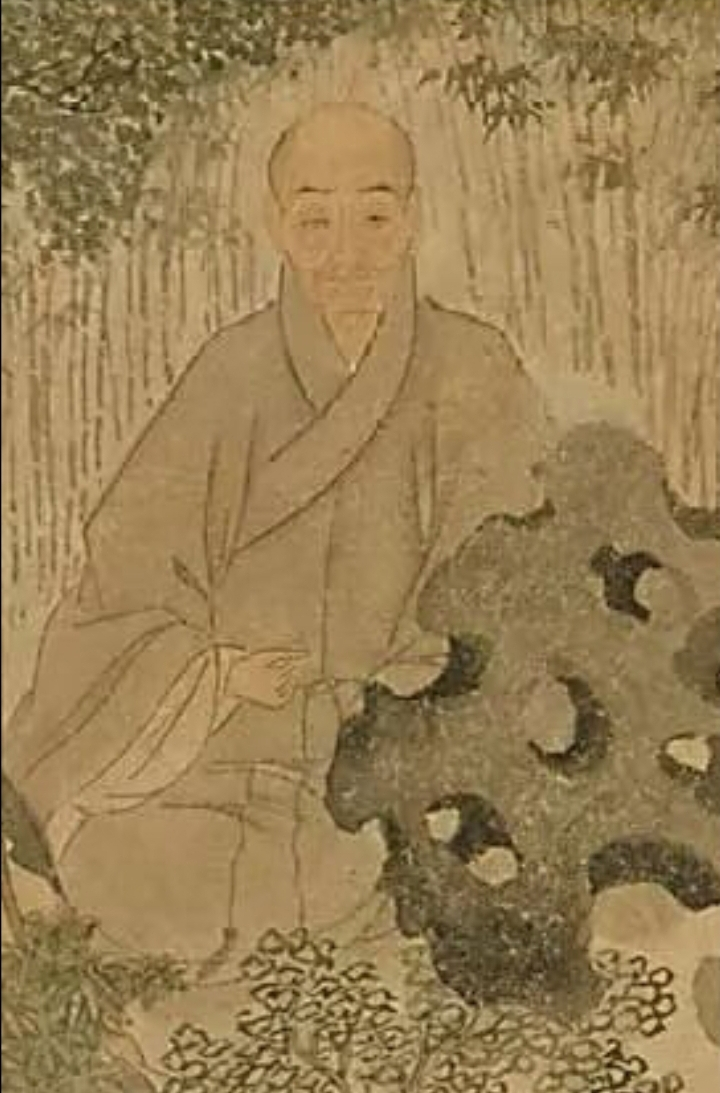
《청림고회도》에 실린 운서주굉의 초상

운서주굉(雲棲株宏, 1535-1615) 스님은 자백진가(紫栢眞可, 1543~1603), 감산덕청(憨山德淸, 1546~1622), 우익지욱(藕益智旭, 1599~1655)과 함께 "명나라 4대 고승"이라고 불린다. 연지대사(運池大師)라고 불렸으며, 중국 정토종 제8대 조사이다.
연지대사는 아미타경을 풀이한 미타경소초(彌陀經疏抄)에서 "아미타불의 명호를 부르는 것은 수많은 공덕을 한꺼번에 다 갖추는 것이고, 아미타불 명호만 부른다면, 이는 온갖 수행법을 빠짐없이 갖추는 것이다"라고 하였다. 염불수행법이 계정혜(戒定慧) 삼학(三學)을 두루 포함하고 육바라밀을 빠짐없이 갖춘 법문이라고까지 하였다. 저술로는 유심(唯心)으로 종지를 삼아 사(事)와 리(理)를 융회하며 아미타경을 해설한 미타경소초와 선정쌍수(禪淨雙修)의 관점에서 고인들의 기연과 어록을 기록한 선관책진, 염불과 참선, 보살행 등의 일상 수행법을 안내한 죽창수필 등 20여 종이 유명하다.